# Silviu Istrate
Silviu Istrate (n. 25 august 1995), cunoscut online drept Silviu Faiăr, este un vlogger, streamer și activist român. Cunoscut pentru comentariile pe teme politice și sociale, acesta are cel mai urmărit stream de pe Twitch din România, urmat de Creative Monkeyz.
Silviu Istrate se mai remarcă și prin conținutul de divertisment. Reacțiile sale la videoclipuri de pe YouTube și TikTok, pagini de Instagram și imobiliare strâng sute de mii de vizualizări. Mai este cunoscut pentru critica împotriva lui Mihail Neamțu.

## Biografie
S-a născut în cartierul bucureștean Drumul Taberei. 
În trecut, acesta a lucrat timp de 8 ani în publicitate.

## Conținut
Conținutul lui Silviu Istrate este centrat în jurul comentariului și reacției. Acesta este cunoscut pentru opiniile sale pe teme politice și sociale, fiind un activ susținător al drepturilor omului și al ideilor politice de stânga. Între temele abordate de Silviu Faiăr se regăsesc: drepturile comunității LGBTQIA+, susținerea dreptului la avort în fața mișcării pro-viață, drepturile minorității rome, problema dependenței de jocuri de noroc și pariuri, misoginismul și feminismul, planificarea urbană, anti-sionismul, conservatorismul și progresismul.
Pe 1 decembrie 2020, Faiăr a avut primul stream pe platforma Twitch, alături de prietenul său Alexandru Zlăvog. Această formulă a fost adoptată și înainte de Twitch, pe YouTube, realizând împreună clipuri de divertisment încă din 2019. Odată cu începerea streamingului, Silviu Istrate a creat un canal special pentru publicarea momentelor surprinse pe live. Acest canal a înregistrat o creștere constantă, întrecând în vizualizări și abonați canalul principal, la care a renunțat în final.
Pe 24 noiembrie 2024, acesta a înregistrat un nou record pe Twitch-ul românesc, atunci când 16.544 de persoane s-au uitat la stream-ul său.
În 2023, în contextul unei campanii a Asociației Declic împotriva reclamelor la jocuri de noroc, Silviu Istrate a criticat influencerii care fac astfel de reclame. Urmăritorii lui au lăsat comentarii cu emojiul „farfurie goală”, cu semnificația Foamea e mare (o acuzație de lăcomie) la postările acelor influenceri. Unii dintre aceștia din urmă au fost convinși să renunțe la reclame.
El se mai remarcă și prin live streamurile caritabile, prin intermediul cărora reușește să strângă sume importante de bani pentru diverse cauze.
Istrate l-a susținut pe Nicu Ștefănuță la alegerile europarlamentare din 2024, dar si Partidul SENS la alegerile parlamentare din 2024.
Site-ul de știri G4media l-a catalogat pe Istrate ca un influencer cu idei de stânga, anti-capitaliste și anti-americane.